# Laila Hirvisaari
Laila Ellen Kaarina Hirvisaari, 1958–2004 Hietamies, född 7 juni 1938 i Viborg, död 16 juni 2021 i Helsingfors, var en finsk författare.
Hon inledde sin bana som författare i början av 1970-talet och hörde till Finlands mest produktiva. I början bemöttes hennes produktion inte väl av kritikerna, men idag är läsekretsen dock bred och uppskattar hennes sätt att beskriva mänskliga känslor och närhistoriens händelser.  
År 2000 var hon den mest sålda inhemska skönlitterära författaren med boken Kesän korkea taivas, och 2002 erhöll hon professors titel. Karakteristiskt för hennes stil är värmen och optimismen, och att hon lyckas frambringa visuella tidsbilder. Huvudsakligen utspelar sig böckernas berättelser i Karelen och hon berättar om karelska människor, byar och landskap. Flera av böckerna är indelade i serier.

## Romaner
- Under namnet Laila Hietamies
  - Lehmusten kaupunkiserien
    - Lehmusten kaupunki, 1972
    - Unohduksen lumet, 1973
    - Kukkivat kummut, 1976
    - Syksyksi kotiin, 2001
    - Koivu ja tähti, 2002
    - Siellä jossakin, 2003
    - Kallis kotimaa, 2004

  - Fredrikshamnserien
    - Maan väkevän lapset, 1977
    - Kaikilla elämän kaipuu, 1978

  - Serien om Karelska näset
    - Mäeltä näkyy toinen mäki, 1980
    - Maa suuri ja avara, 1981
    - Hylätyt talot, autiot pihat, 1982
    - Vierailla poluilla, oudoilla ovilla, 1983
    - Edessä elämän virrat, 1984

  - Ladogaserien
    - Pilvissä taivaanlaiva, 1986
    - Maan kämmenellä, 1987
    - Valamon yksinäinen, 1988
    - Jäiden soitto, 1989
    - Valkeat yöt, 1990
    - Valoa kohti, 1991

  - Sonjaserien
    - Sonja, 1993
    - Valkoakaasiat, 1994
    - Myrskypilvet, 1995
    - Satakielimetsä, 1996
    - Viktoria, 1997

  - Anniserien
    - Kylä järvien sylissä, 1998
    - Siniset Viipurin illat, 1999
    - Kesän korkea taivas, 2000

  - Övrig produktion
    - Elämän huipulla, 1974
    - Käden kosketus, 1974
    - Rakkaani tuli vuorilta, 1975
    - Kuin tuuli tähkäpäässä, 1979
    - Laila Hietamiehen Suomalainen sarja 1-10 (samlade verk), 1985
    - Joulumuisto, 1985 (novell)
    - Vienan punainen kuu, 1992
    - Koivukoto, 1999 (novell; illustration Leena Lumme)

- Under namnet Laila Hirvisaari
  - Imatraserien
    - Kuununpuisto, 2005
    - Myrskyn edellä, 2006
    - Grand Hotel, 2007
    - Vuoksen helmi, 2008
    - Pihkovan kellot, 2009